# Outojärvi (sjö i Kemijärvi, Lappland)
Outojärvi är en sjö i kommunen Kemijärvi i landskapet Lappland i Finland. Sjön ligger 167,7 meter över havet. Den är 1,5 meter djup. Arean är 58 hektar och strandlinjen är 4,11 kilometer lång. Sjön  ingår i Kemi älvs huvudavrinningsområde.   Den ligger omkring 100 kilometer öster om Rovaniemi och omkring 740 kilometer norr om Helsingfors. 